# Кумарейка
Кумарейка — село в Балаганском районе Иркутской области

## География
Село находится в 35 км от Усть-Уды.

## Население
По данным Всероссийской переписи населения 2010 года население НП составило 1070 человек

## Власть
Село в административном плане относится к Кумарейскому муниципальному образованию Балаганского района
Иркутской области